# Szász Károly (politikus, 1865–1950)
Szemerjai Szász Károly (Szabadszállás, 1865. november 11. – Budapest, 1950. március 21.) magyar politikus, irodalomtörténész, író, a Magyar Tudományos Akadémia, Kisfaludy Társaság és Petőfi Társaság tagja. Közoktatásügyi miniszteri tanácsos, utóbb országgyűlési képviselő, a képviselőház elnöke.
Szász Béla (1868–1938) jogász, költő és műfordító bátyja; Szász Károly (1905–1980) költő, könyvtáros apja.

## Pályája
Szász Károly református püspök, költő, műfordító és barátosi Bibó Antónia fia. Középiskolai tanulmányait a budapesti II. kerületi katolikus főgimnáziumban, a jogiakat pedig 1883–1887 között a budapesti egyetemen végezte. Egy szemesztert a strasbourgi egyetemen töltött, ekkor körutat tett több nyugat-európai országban. 1888-ban jogtudományi doktori oklevelet szerzett és belépett a vallás- és közoktatásügyi minisztériumba, ahol a felsőoktatási osztályban működött, később az elnökségbe helyeztetett át és osztálytanácsos lett. 1903-tól 1906-ig az elnökség vezetője volt, azután az irodalmi- és tudományos osztály főnöke. 1910-től Tisza-párti országgyűlési képviselő, 1917–1918-ban a képviselőház elnöke, ő hirdette ki a köztársaságot.
Az Uránia című tudományos folyóiratnak fennállásától (1900) társszerkesztője, a Budapesti Közlönynek szerkesztője volt.

### Munkássága
Bensőséges hang, az emberi értékek megbecsülése csendült ki költeményeiből. Családi életének gyászát, az özvegyen maradt férj lelki vívódásait megkapó lírai formákba öntötte. Verses regénye, A szabadfalvi pap leánya (1927) finom hangulattal átszőtt történet az erényeiben tántoríthatatlan nőről; Katinka, a pap leánya varázsos, és mégis húsból-vérből való egyéniség, a női ideál művészi megmintázása. Mint drámaíró, Szász Károly az irodalmi becsvágyú színműírás hagyományainak folytatója. Színdarabjaiban pontosan megfigyelt magyar alakok jelennek meg és eleven fordulatokkal szövik történetük szálait. (Kántorné.)
A magyar drámairodalmi törekvések megítélésében fontos helyet foglalnak el bírálatai. Könyvismertetéseit a nemzeti hagyományok tisztelete és bátor szókimondás jellemezte. Ady Endre egyik szélsőséges ellenfele volt, irodalmi értékelései közül Ady Endréről szóló tanulmánya országos feltűnést keltett. Mint tanulmányíró legszívesebben a magyar dráma múltjával és a magyar színészet történetével foglalkozott. Ezekből a tanulmányaiból nőtt ki rendkívüli gonddal kidolgozott összefoglaló munkája: A magyar dráma története. Kortörténeti értékű visszaemlékezéseiben a vérbeli emlékíró fordulatos stílusával öntötte irodalmi formába följegyzéseit (Tisza István, Emlékezés a vörös uralomra, Emlékek, Színésznők).
Külföldi útjáról tárcákat írt a Fővárosi Lapokba és a Vasárnapi Ujságba; ezekben és más lapokban több költeménye jelent meg, a Budapesti Szemlébe néhány könyvbírálatot, a Vasárnapi Ujságba néhány életrajzot és színi bírálatot írt. Cikkei az Urániában (1900. Vörösmarty, 1903. Heine költeményeiből, 1906. Budapesti magyarság, 1907. Tolstoi Shakespeareről, 1907. A Nemzeti Színház, 1907-1908. Színházi levél c. számos bírálat a Nemzeti Színház előadásairól, és számos könyvismertetés.); a Magyar Nyelvben (1905-től apróbb nyelvészeti cikkek). A vallás- és közoktatásügyi miniszter által az 1900. évi párizsi világkiállítás alkalmából kiadott L'enseignement en Hongrie című monográfiába ő írta a felsőoktatásról szóló fejezetet; az 1908. évi londoni magyar kiállításra készült Education in Hungary című, szintén a miniszter által kiadott munkában pedig (mely magyarul is megjelent) a Magyar Nemzeti Múzeumra, a múzeumok és könyvtárak országos felügyeletére, valamint a tudományos, irodalmi és közművelődési ügyekre vonatkozó részeket írta. A Beöthy-Emlékkönyvbe hosszabb tanulmányt írt Toldy István mint drámaíró címmel (1908).

## Munkái

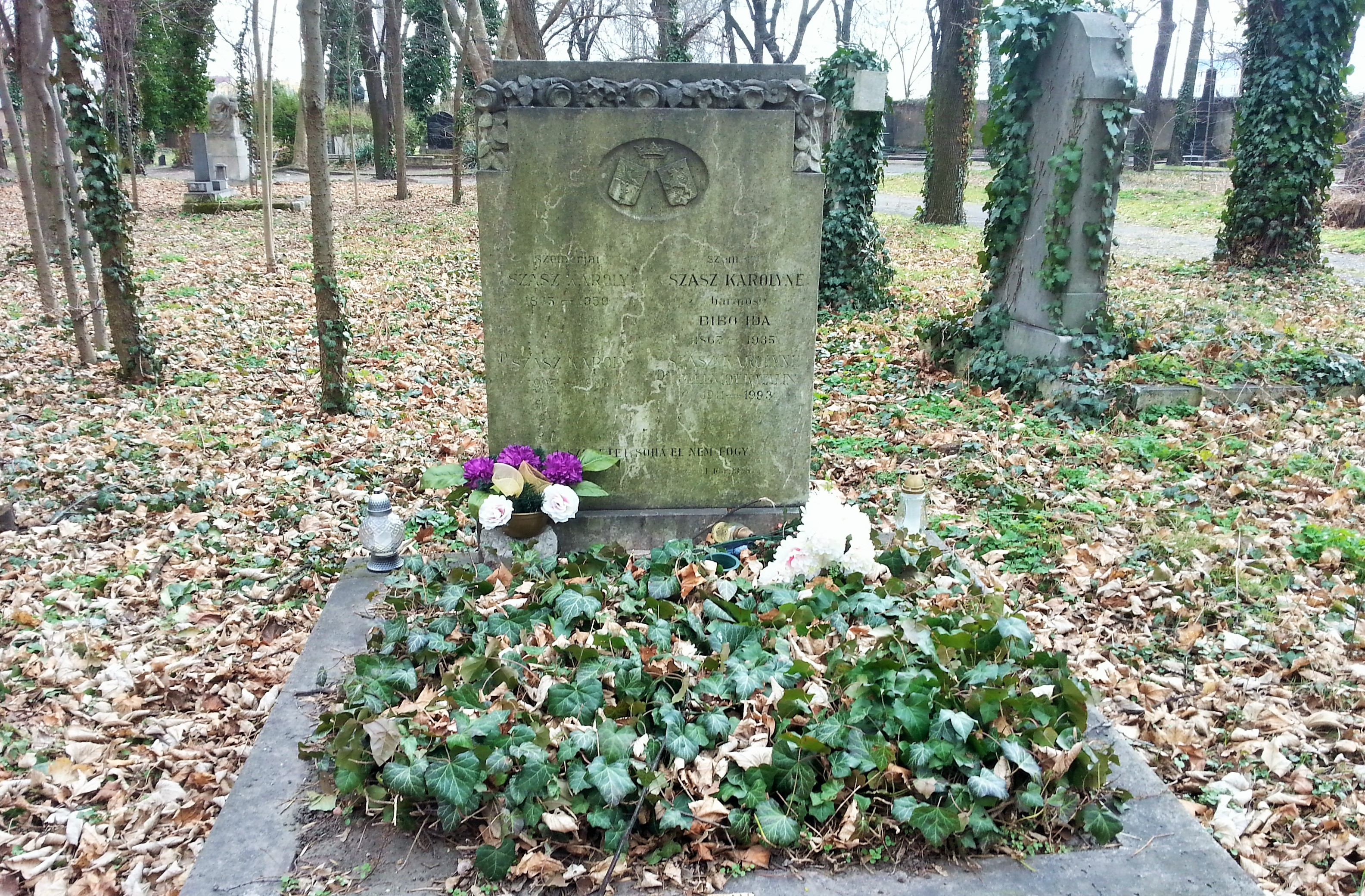
Fiával, ifjabb Szász Károllyal és családjukkal közös sírja a Fiumei úti sírkertben (48/3-1-3)

### Szépirodalom
- A múzsa. Vígjáték egy felvonásban. Budapest, 1893. Nemzeti Színház: 1892. október 28.
- Katolnai úr házasodik. Vígjáték három felvonásban. Nemzeti Színház: 1894. november 9.
- Balogh hadnagy története. Elbeszélés. Budapest, 1899
- Kántorné. Színmű egy felvonásban. Budapest, 1904. Nemzeti Színház: 1907. február 22.
- Versek. Budapest, 1908
- A szabadfalvi pap leánya. Verses regény. Budapest, 1927
- Képek és történetek. Novellák, rajzok. Budapest, 1928
- Ciprus. Versek. Budapest, 1936

Kéziratban (?): A botrány című négyfelvonásos vígjátéka (az MTA a gróf Teleki-féle 100 arany pályadíjjal jutalmazta).

### Tudományos munkák, memoárok
- Tisza István. Jellemrajz. Budapest, 1920
- Várszínházi emlékek. Budapest, 1921
- Emlékezés a vörös uralomra. Budapest, 1922
- Emlékek. Budapest, 1925
- Színésznők. Budapest, 1926
- Magyar fa sorsa. Makkai Sándor püspök Ady-könyvének bírálata. Budapest, 1927
- A magyar dráma története. Budapest, 1939

## Egyéb irodalom
- Magyar színművészeti lexikon: A magyar színjátszás és drámairodalom enciklopédiája. Szerk. Schöpflin Aladár. I–IV. kötet. Budapest: Az Országos Színészegyesület és Nyugdíjintézete. 1929–1931.
- Gulyás Pál: Magyar írók élete és munkái – új sorozat I–XIX. Budapest: Magyar Könyvtárosok és Levéltárosok Egyesülete. 1939–1944.  , 1990–2002, a VII. kötettől (1990–) sajtó alá rendezte: Viczián János